# NGC 5456
NGC 5456 ist eine linsenförmige Galaxie vom Hubble-Typ S0 im Sternbild Bärenhüter. Sie ist schätzungsweise 318 Millionen Lichtjahre von der Milchstraße entfernt und hat einen Durchmesser von etwa 115.000 Lj. Die Entfernungsmessungen basierend auf den Radialgeschwindigkeiten stimmen nicht mit den rotverschiebungsunabhängigen Entfernungsschätzungen von 216 Millionen Lichtjahren überein.
Das Objekt wurde am 7. Februar 1862 von Heinrich Louis d’Arrest entdeckt.